# Gösta Persson
Otto Gösta Adolf Persson (* 8. Januar 1904 in Stockholm; † 23. Februar 1991 in Malmö) war ein schwedischer Schwimmer und Wasserballspieler.

## Karriere
Gösta Persson trat im Jahr 1924 für Stockholms Kappsimningsklubb und 1936 für den Stockholmer Simklubben Neptun an.
Bei den olympischen Schwimmwettbewerben 1924 in Paris erreichte die schwedische 4-mal-200-Meter-Freistilstaffel in der Besetzung Thor Henning, Gösta Persson, Orvar Trolle und Georg Werner die zweite Runde. Im Semifinale und im Finale schwammen Åke Borg, Arne Borg, Orvar Trolle und Georg Werner. Diese vier Schwimmer belegten im Finale den dritten Platz hinter der Staffel aus den Vereinigten Staaten und den Australiern. Gemäß den bis 1980 gültigen Regeln erhielten nur die Staffelteilnehmer eine Medaille, die im Finale geschwommen waren.
Persson trat in Paris auch mit der schwedischen Mannschaft beim Wasserballturnier an und wirkte in sechs Spielen mit. Nachdem das Team im Halbfinale gegen Frankreich verloren hatte, erreichte es in den Platzierungsspielen den vierten Platz hinter Frankreich, Belgien und der Mannschaft aus den Vereinigten Staaten.
Die schwedische Nationalmannschaft nahm erst zwölf Jahre später bei den Olympischen Spielen in Berlin wieder an einem olympischen Wasserballturnier teil. Persson wurde in vier von sieben Spielen eingesetzt. Bei der 1:4-Niederlage gegen die deutsche Mannschaft warf er das einzige Tor für das schwedische Team. Am Ende des Turniers belegten die Schweden den siebten Platz.